# Henriette Heine
Henriette Heine (* 1993 in Mainburg) ist eine deutsche Schauspielerin.

## Leben
Heine studierte von 2012 bis 2016 an der Akademie für Darstellende Kunst Bayern in Regensburg.   Während ihrer Ausbildung war sie am Theater an der Rott tätig und war Teil der Bayerischen Theatertage in Regensburg. Im Anschluss spielte sie an mehreren Theatern in Deutschland und Österreich. Seit 2022 hat sie eine Festanstellung am Apollo-Theater Siegen im Bereich Theaterpädagogik und Schauspiel. Neben den Theaterengagements ist sie auch in Film und Fernsehen zu sehen u. a. im Tatort: Der Mann, der in den Dschungel fiel

## Film und Fernsehen (Auswahl)
- 2024: Die Neue und der Bulle – Ein Duisburg Krimi, RTL Deutschland
- 2024: Rentnercops (Fernsehserie, Folge Akte Bielefelder)
- 2023: Tatort: Der Mann, der in den Dschungel fiel

## Theater (Auswahl)
- 2022/23/24: Schacht:Licht [Der Berg], Schacht:Finsternis [Die Zwerge], Wer hat Angst vor Virginia Woolf?, Die kleine Muck, Apollo-Theater (Siegen)
- 2020/21: Tom und Huck, Frühlingserwachen, Theater der Jugend (Wien)
- 2020/21: Die Schneekönigin, Theater Eisleben
- 2019/20: High Noon, Theater an der Rott
- 2019/20: Else (ohne Fräulein), Theater Phönix und auf dem Theaterfestival „Schäxpir“
- 2018: Die Abenteuer von Tom und Huck, KULTURmobil
- 2016: Der Zauberer der Smaragdenstadt, Theater Regensburg